# Джон Олсен
Джон Олсен  (англ. Jon Olsen; нар. 25 квітня 1969) — американський плавець, олімпійський чемпіон.

## Виступи на Олімпіадах
| Олімпіада      | Дисципліна                            | Місце |
| -------------- | ------------------------------------- | ----- |
| Барселона 1992 | плавання на 100 метрів вільним стилем | 4     |
| Барселона 1992 | естафета 4 × 100 вільним стилем       | 1     |
| Барселона 1992 | естафета 4 × 200 вільним стилем       | 3     |
| Барселона 1992 | комплексна естафета 4 × 100           | 1     |
| Атланта 1996   | плавання на 100 метрів вільним стилем | 9     |
| Атланта 1996   | естафета 4 × 100 вільним стилем       | 1     |
| Атланта 1996   | естафета 4 × 200 вільним стилем       | 1     |